# Karl Kaufmann (Maler)

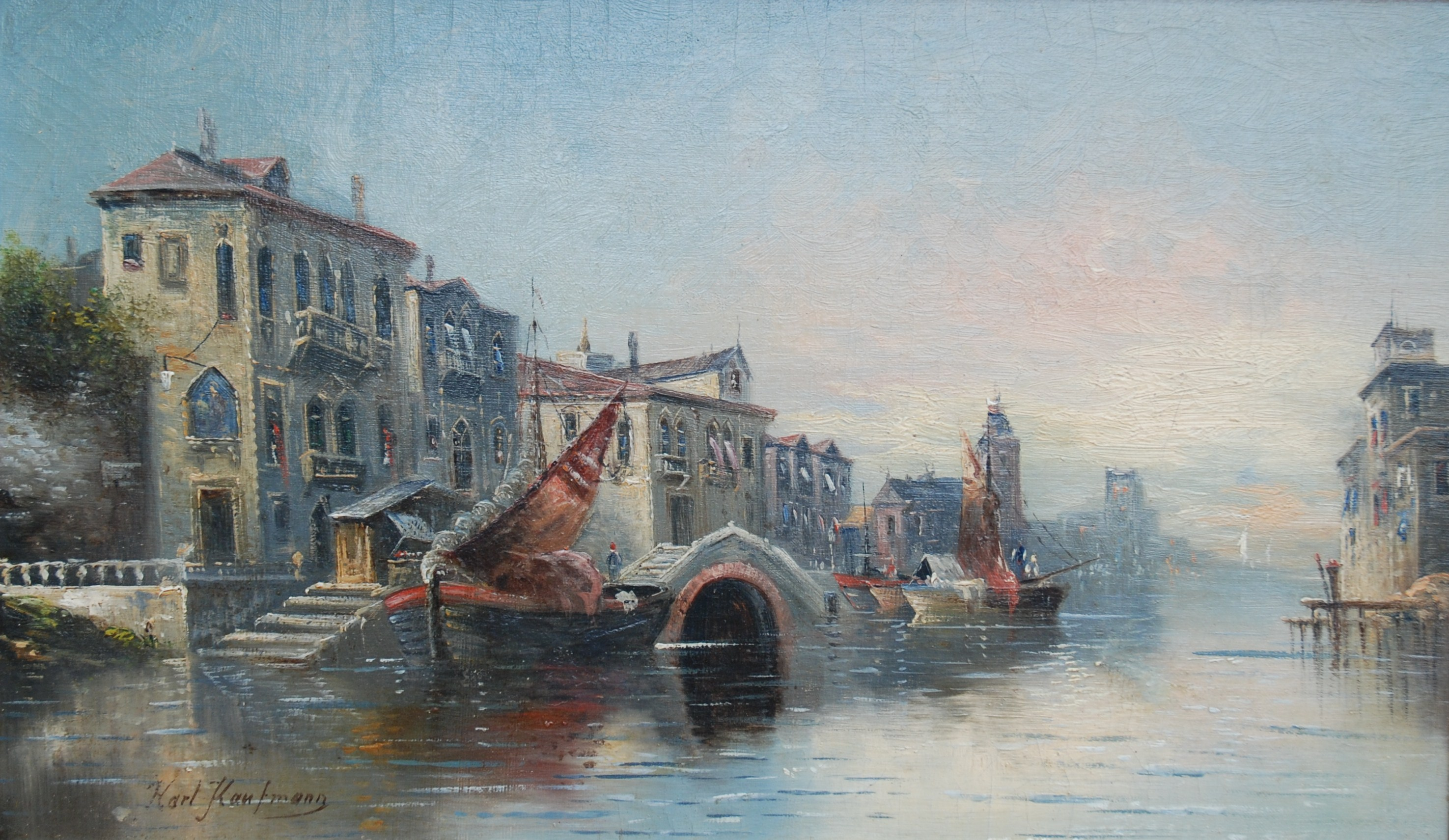
Venedig – Canal Grande, um 1890, Privatbesitz

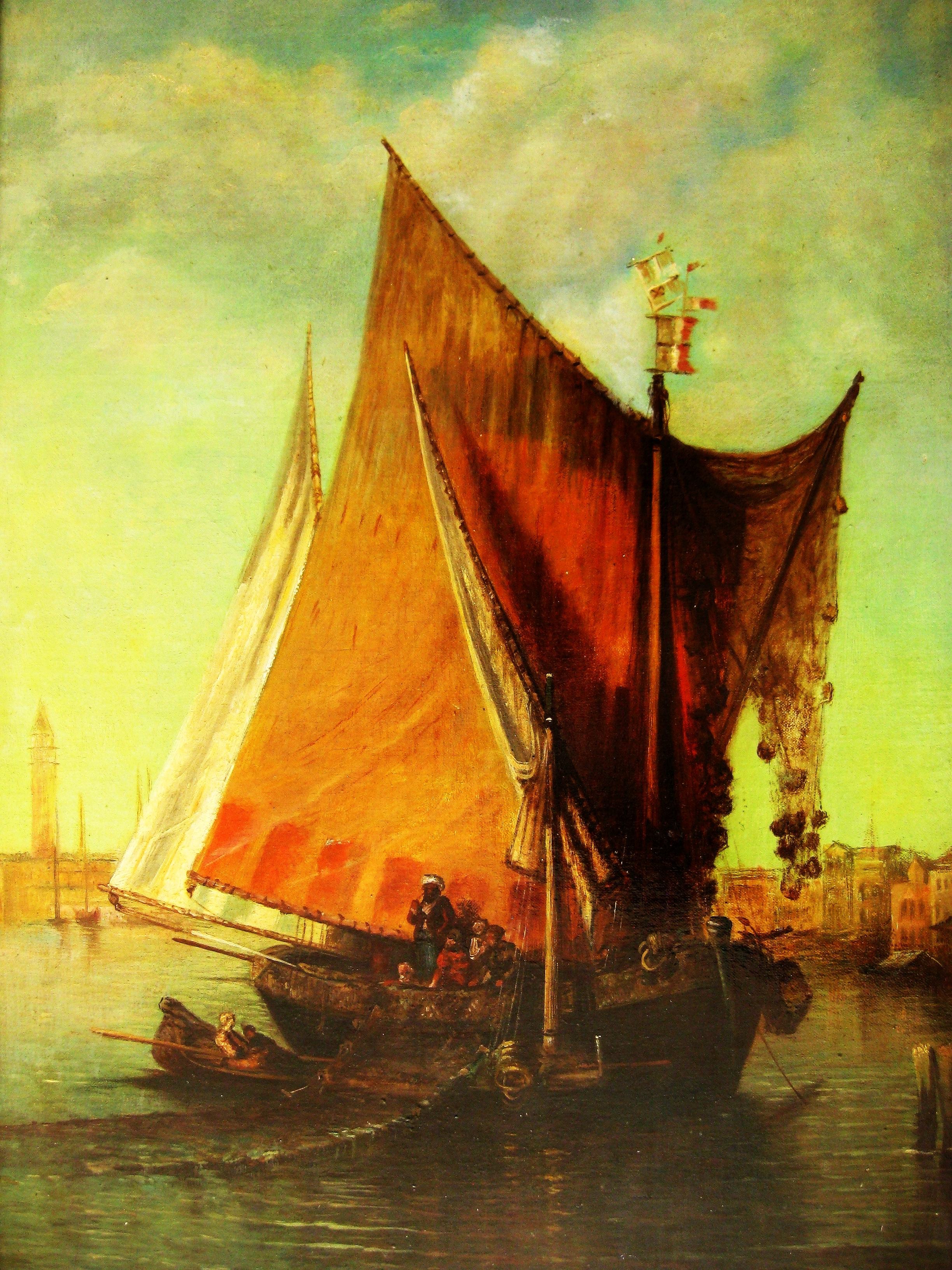
Fischer vor Venedig, 1884

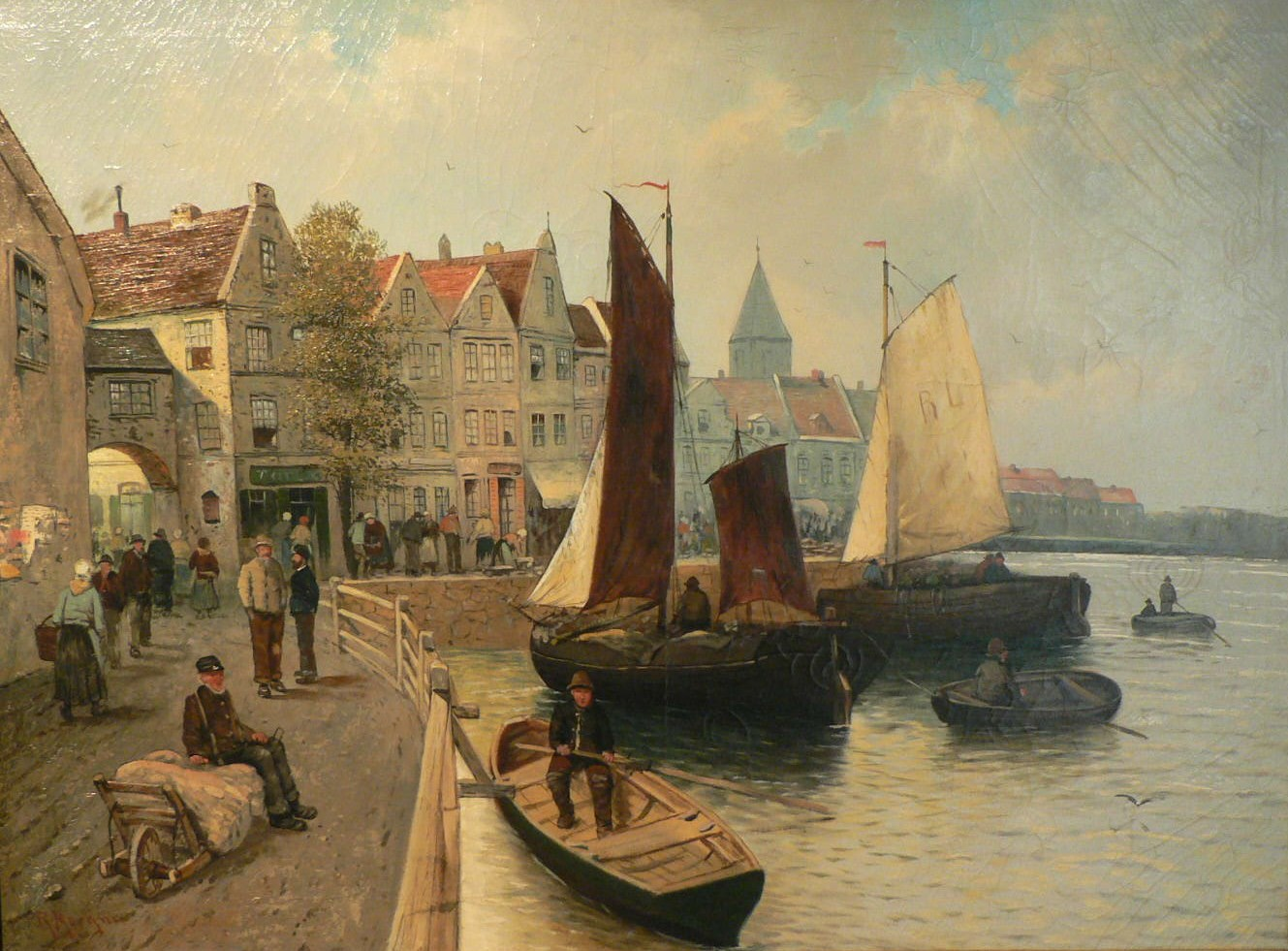
Königsberg i. P., um 1890, Privatbesitz

Karl Kaufmann (* 1843 in Neplachowitz, Österreichisch-Schlesien; † 27. April 1905 in Wien) war ein österreichischer Landschafts- und Architekturmaler.

## Leben
Karl Kaufmann war Schüler der Wiener Akademie. Seine Studienreisen in den europäischen Norden (Norwegen), nach Holland, Deutschland (Frankenland, Danzig, Königsberg) und öfters nach Italien (Neapel, Rom, Venedig) gaben ihm die Motive für seine zahlreichen Landschaftsdarstellungen, darunter auffallend viele Ansichten von Venedig.
Ab dem Jahr 1900 war Karl Kaufmann ständig in Wien wohnhaft. Er signierte seine Werke häufig unter Verwendung von Pseudonymen. Unter diversen anderen Namen fanden R. Benda, Byon, H. Carnier, W. Carnier, F. Gilbert, O. Halm, C.Charpentier, J. Holmstedt, Charles Marchand, R. Merkner, B. Lambert, E. Leutner, M. Heger, Hobart, L. van Howe/van Hove, R. Jäger, Laarsen, Lundberg, F. Marchant, J. Marchant, C. Poul, F. Rodek, J. Rollin, H. Rohr, Ch.Erkan, A.Lorenzo, Taupiac, P. Toretti, L. Voigt oder K. Schwartz oft dafür Verwendung.
Heute befindet sich die Mehrzahl der Bilder des Malers in Privatbesitz.
Karl Kaufmann war der ältere Bruder des Landschafts- und Marinemalers Adolf Kaufmann (1848–1916).